# すっぴん (大黒摩季のアルバム)
『すっぴん』は、日本の女性歌手、大黒摩季の13枚目のオリジナル・アルバム。32Records

## 概要
本作は前作『POSITIVE SPIRAL』より2年7か月振りのオリジナル・アルバム。32RECORDSへ移籍後、シングル「IT'S ALL RIGHT」に続く2作目となる作品。発売前日となる8月24日には長年患っていた治療に専念するための活動休止を発表したため、休業前最後のアルバムとなった。
タイトルの「すっぴん」は素という意味で、タイトルを考えていたら、ふっと降ってきた言葉が「すっぴん」だった。アルバムジャケットでは実際にタイトルどおりのすっぴん顔を披露している。
初回限定盤（TTCR-3）と通常盤（TTCR-4）の二形態で発売され、初回盤には12曲を収めた両者共通収録のCDに特典DVDが、また通常盤には上記CDにEXTRA TRACK3曲を収録したボーナスCDが付属する。
初回盤・通常盤共通CDに収録の「Our Home」、通常盤限定CD収録の「最後のラブレター」「FIGHT TO WIN」の3曲は配信限定でリリースされていた曲で、いずれもこれがCD初収録。
2019年12月31日に配信限定で2019年版リマスタリングバージョンが配信された。

## 収録曲
| 全作詞: 大黒摩季。 |                              |           |                    |                    |      |
| #                  | タイトル                     | 作詞      | 作曲               | 編曲               | 時間 |
| 1.                 | 「君は✈☠☢☻☈（テロリスト）」  | 大黒摩季  | 大黒摩季           | 藤澤慶昌           | 4:18 |
| 2.                 | 「LEARN TO DANCE」           | 大黒摩季  | 大黒摩季           | AKIRA              | 6:25 |
| 3.                 | 「WILD FLOWER」              | 大黒摩季  | 大黒摩季           | 板垣祐介           | 4:29 |
| 4.                 | 「Our Home」                 | 大黒摩季  | 大黒摩季           | Yohey              | 5:01 |
| 5.                 | 「ROCK&SHOUT」               | 大黒摩季  | 大黒摩季           | 河野圭             | 4:22 |
| 6.                 | 「TAKE OFF」                 | 大黒摩季  | 大黒摩季           | 河野圭             | 5:38 |
| 7.                 | 「Calling You」              | 大黒摩季  | 大黒摩季           | Yohey              | 4:52 |
| 8.                 | 「ひとりぼっち」             | 大黒摩季  | 大黒摩季           | 河野圭             | 7:13 |
| 9.                 | 「!Baila! !Baila! !Baila!」  | 大黒摩季  | Orquesta de La Luz | Orquesta de La Luz | 4:41 |
| 10.                | 「IT'S ALL RIGHT」           | 大黒摩季  | 大黒摩季           | Yohey              | 6:19 |
| 11.                | 「LIFE 〜episodeVII 挫折〜」 | 大黒摩季  | 大黒摩季           | Yohey              | 9:12 |
| 12.                | 「すっぴん」                 | 大黒摩季  | 大黒摩季           | 河野圭             | 7:50 |
| 合計時間:          | 合計時間:                    | 合計時間: | 合計時間:          | 70:20              |      |

| #  | タイトル                                                                        | 作詞 | 作曲・編曲 |
| -- | ------------------------------------------------------------------------------- | ---- | ---------- |
| 1. | 「2005冬の大感謝祭り 年忘れだヨ! 全員集合 〜全部見せます マキベスト〜」(ライブ) |      |            |
| 2. | 「IT' ALL RIGHT」(PV)                                                           |      |            |
| 3. | 「セルフライナーノーツ・インタビュー」                                          |      |            |

| 全作詞・作曲: 大黒摩季。 |                      |           |            |        |      |
| #                        | タイトル             | 作詞      | 作曲・編曲 | 編曲   | 時間 |
| 1.                       | 「最後のラブレター」 | 大黒摩季  | 大黒摩季   | 西平彰 | 6:39 |
| 2.                       | 「HEAVEN'S WAVES」   | 大黒摩季  | 大黒摩季   | 西平彰 | 7:16 |
| 3.                       | 「FIGHT TO WIN」     | 大黒摩季  | 大黒摩季   | AKIRA  | 5:51 |
| 合計時間:                | 合計時間:            | 合計時間: | 19:46      |        |      |

## メディアでの使用
- Our Home

札幌テレビ（STV）創立50周年記念「どさんこワイド180」初連続ミニドラマ「桃山おにぎり店」テーマソング
- IT'S ALL RIGHT

TBS「ひるおび!」エンディングテーマ
朝日放送「ホップ!ステップ!!シャンプー」エンディングテーマ
- 最後のラブレター

TBSスペシャルドラマ「天国で君に逢えたら」テーマソング
- FIGHT TO WIN

日本フットサルリーグ「エスポラーダ北海道」サポーターソング